# Иван Умленски
Иван Василев Умленски е български учител, етнограф, филолог, краевед и литературен историк.

## Биография
Роден е на 23 декември 1917 година в град Кюстендил. Родът на баща му идва от Македония – село Умлена, Пехчевска околия, и се установява в Кюстендил. Дядо му Иван Н. Умленски е деец на Кюстендилското македоно-одринско дружество. Завършва Кюстендилската гимназия в 1935 г. и славянска филология в Софийския университет в 1940 година. Още по време на студентските си години проявява траен интерес към етнологията, диалектологията и фолклористиката и първата му изследователска работа е дипломната – „Бит и говор на с. Багренци, Кюстендилско“, която защитава пред акад. Стоян Романски.
Започва работа като учител в различни населени места – Асеновград, Ксанти, село Летница, Велес (1943 - 1944).
През лятото на 1944 година е назначен за лектор по български език в Загребския университет, но военните събития в Европа стават пречка за заминаването му. Преподава в учителските институти във Велико Търново и Кюстендил. След закриване на кюстендилския институт е учител в кюстендилските гимназии: Първо средно мъжко училище, Политехническа гимназия и Вечерно средно училище (1946 - 1978).
Изследователската му дейност започва с книгата „Тезиси по детска литература“ (1950 - 1951) – първия учебник по детска литература. През 1965 година БАН издава изследването му „Кюстендилският говор“ – първото в България изследване на местен говор по метода на лингвическата география. Автор е и на „За най-хубавото име“ (1971), „Сто години театрално дело в Кюстендил – каталог на документи“ (1974), „Местната преса за театъра в Кюстендил“ (1974) и „Летопис на дружбата в областта на културата между Кюстендилски окръг и Брянска област“ (1979).<ref name="Кюстендил">
Публикува статии в изданията на БАН и на МНП предимно по езиковедски и методически въпроси. Дълги години е заместник-редактор на списание „Педагогически бюлетин“, сътрудничи на вестник „Учителско дело“.
Носител на орден „Кирил и Методий“ II степен (1964).